# 堀越慈
堀越 慈（ほりこし めぐみ、1941年8月1日 - ）は、東京都出身の元ラグビー選手で、現在は株式会社フォーサイト21代表取締役社長。

## 来歴
現役時代のポジションは主にロック(LO)。
東京都立三田高等学校を経て、慶應義塾大学法学部に入学。同大学ラグビー部の出身で、卒業後はライオン歯磨（現：ライオン）に入社の傍ら、エーコンクラブでラグビーを継続し、1967年のニュージーランド学生代表(NZU)来日試合がラグビー日本代表（以下、日本代表）選手としての初キャップとなった。翌1968年の日本代表ニュージーランド（以下、NZ）遠征メンバーにも選出され、同年6月3日に行われ、23－19で撃破したオールブラックスジュニア戦のフィフティーンとして名を連ねた。しかしNZ遠征試合を契機に、日本代表、そしてラグビー選手として第一線級の舞台から退いた。
1974年 英国クランフィールド大学ビジネススクール修了(MBA)。
その後、ニールセン・ジャパン代表取締役社長を務め、日本で初めてテレビの機械式個人視聴率調査の導入を行った。ニューズコーポレーションを経て、現在に至る。また、日本ラグビーフットボール協会理事、国際ラグビー評議会(IRB)理事等、ラグビー界の要職を務め、NHK等、ラグビー中継の解説者としても活動した。

## 主な著書
- 『広告エボリューション』（日新報道）
- 『だから、ラグビー』（集英社）
- 『ラグビーへの道』（三一書房）
- 『自分より強い奴に勝つ』（青春出版社）